# Буре, Джордж
Корнелис Джордж Буре (нидерл. Cornelis George Boeree, 15 января 1952 — 5 января 2021) — американский психолог и почётный профессор Шиппенсбургского университета, специализирующийся на теории личности и истории психологии.

## Биография
Буре родился в Бадхуведорпе, недалеко от Амстердама, в Нидерландах. Переехал с родителями и братом в Соединенные Штаты в 1956 году. Вырос на Лонг-Айленде, штат Нью-Йорк. Женился на Джуди Коварик в 1972 году, в браке родилось три дочери.
Получил докторскую степень в 1980 году в Университете штата Оклахома. Умер 5 января 2021 года в своем доме в Шиппенсбурге, штат Пенсильвания.

### Работы по психологии
Буре был автором первых онлайн-текстов по психологии, которые он бесплатно предоставлял студентам и другим заинтересованным лицам, начиная с 1997 года. Они были переведены на немецкий, испанский, и болгарский языки. Опубликованы два его учебника: один по теории личности и один по истории психологии.

### Лингва франка нова
Бори также был создателем вспомогательного языка Лингва франка нова, который впервые появился в 1998 году в Интернете, а также соредактором словаря этого языка.